# Súng (thực vật)
Súng (danh pháp khoa học: Nymphaea nouchali) là một loài thực vật có hoa trong họ Nymphaeaceae. Loài này được Burm.f. miêu tả khoa học đầu tiên năm 1768.